# Karl-Friedrich von der Meden
Karl-Friedrich von der Meden, auch Carl Friedrich (* 3. Dezember 1896 in Samplau; † 26. Dezember 1961 in Hannover) war ein deutscher Generalleutnant der Wehrmacht während des Zweiten Weltkriegs.

## Leben
Karl-Friedrich von der Meden war der Sohn des Rittergutsbesitzers Julius Otto von der Meden und der Adelheid Anna Elise Papendieck.
Meden trat zu Beginn des Ersten Weltkrieges am 18. August 1914 als Kriegsfreiwilliger in das Jäger-Bataillon Nr. 12 der Sächsischen Armee in Saint-Avold ein. Am 31. Dezember 1914 wechselte er als Fahnenjunker ins Jäger-Regiment 4 nach Graudenz über. Mit Patent vom 1. April wurde er am 18. August 1917 zum Leutnant und erhielt für seine Leistungen das Eiserne Kreuz II. Klasse. Nach Kriegsende folgte seine Übernahme in die Reichswehr, in der er u. a. im 1. (Preußisches) Reiter-Regiment diente und am 1. April 1925 zum Oberleutnant aufstieg. Zwischen 1. Oktober 1928 und 30. September 1930 war er zur Kavallerieschule nach Hannover abkommandiert und am 1. Februar 1932 zum Eskadronchef ernannt worden.
Im weiteren Verlauf seiner Militärkarriere stieg er in der neu gegründeten Wehrmacht am 1. April 1933 zum Rittmeister. 1934 meldete die Heeresleitung seinen Offiziersbedarf für die Kavallerieschule der Reichswehr in Vorbereitung zu den Olympischen Sommerspielen 1936. Am 1. Oktober 1936 zum Major auf. Nach Ausbruch des Zweiten Weltkrieges, kämpfte er als Kommandeur der Aufklärungs-Abteilung 12 im Polen- und im Westfeldzug, am 1. März 1940 wurde er zum Oberstleutnant befördert. Nach dem Überfall auf die Sowjetunion im Juni 1941 war Oberstleutnant Meden am 8. August 1941 mit dem Ritterkreuz des Eisernen Kreuzes ausgezeichnet worden. Die Aufklärungs-Abteilung 12 stand am Nordabschnitt der Ostfront und nahm an der Leningrader Blockade teil. Meden wurde am 1. Oktober 1941 zum Oberst befördert, übernahm am 1. Februar 1942 das Schützen-Regiments 1, mit dem er an der Kesselschlacht von Demjansk teilnahm. Nach der Unbennenung seiner Einheit zum Panzergrenadier-Regiments 1, welche am 5. Juli 1942 erfolgte, kam Meden am 14. März 1943 erstmals in Führerreserve. Vier Monate darauf wurde er am 22. Juli mit der Führung der 17. Panzer-Division beauftragt, nachdem sein Vorgänger Walter Schiling zwei Tage zuvor nahe Isjum getötet wurde. Am 1. Oktober 1943 übernahm er nach der Beförderung zum Generalmajor das Kommando über diese Panzerdivision. Seine Truppen nahmen infolge an der Schlacht am Dnepr, der Dnepr-Karpaten-Operation und der Kesselschlacht von Tscherkassy teil. Die 17. Panzer-Division kam auch in der Kesselschlacht von Kamenez-Podolski und auch in der Lwiw-Sandomierz-Operation zum Einsatz, am 1. Juli 1944 wurde Meden zum Generalleutnant befördert. Er diente unter Walther von Seydlitz-Kurzbach, der ihn neben Kurt-Jürgen von Lützow in einem Brief vom August 1941 anerkennend erwähnt. Am 1. August 1942 erhielt er die Medaille Winterschlacht im Osten 1941/42. Am 20. September 1944 erneut in Führerreserve versetzt, übernahm er am 1. Oktober 1944 das Kommando über die Panzerdivision Nr. 178. Nach Auflösung dieser Panzerdivision im Januar 1945 traten starke Teile davon in die Panzer-Division Tatra über. Ab 6. Februar 1945 fungierte Meden als Kommandeur des „Sonderstabs von der Meden“ im Abschnitt der 4. Panzerarmee in Schlesien.
Nach Kriegsende bis 1947 in amerikanischer Kriegsgefangenschaft. Zuletzt im Generalslager in Garmisch-Partenkirchen.
Er war seit dem 3. September 1921 mit Anneliese von Wedderkop verheiratet, einer Enkelin von Theodor von Wedderkop. Er lebte zeitweise in Höfen im Kreis Mohrungen, wo die Wedderkops ein Gut besaßen, später in Insterburg. Er hatte zwei Kinder, einen Sohn Egbert und eine Tochter Carola.